# Département des Affaires et des Relations institutionnelles et extérieures et de la Transparence
Le département des affaires et des relations institutionnelles et extérieures et de la transparence (en catalan Departament d'Afers i Relacions Institucionals i Exteriors i Transparència) est un département exécutif du gouvernement de Catalogne. Créé en janvier 2016 dans le gouvernement de Carles Puigdemont, il est dirigé par Raül Romeva. Sa légalité est contestée par le gouvernement espagnol.

## Histoire

### Création

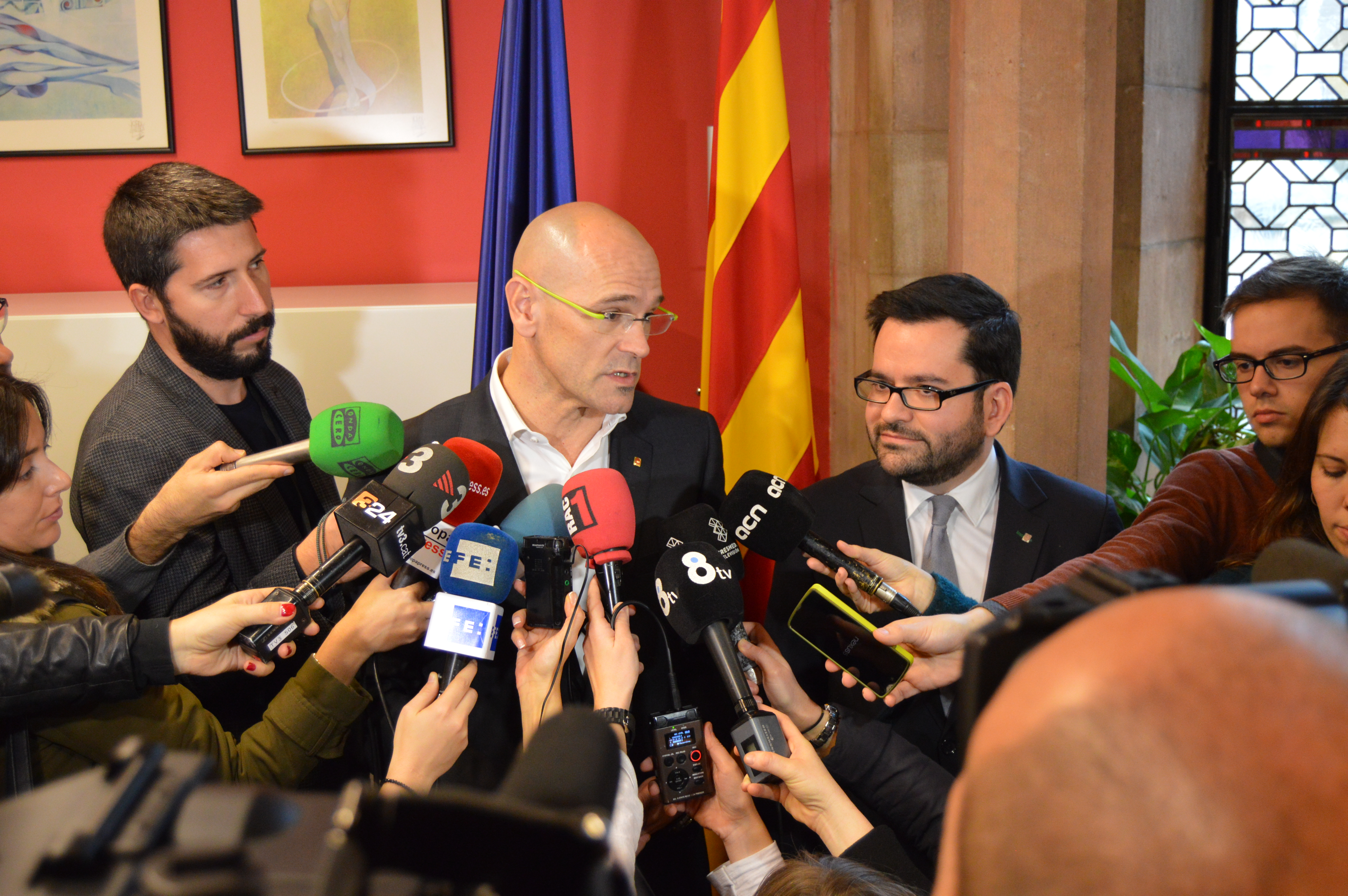
Le conseiller aux affaires extérieures, aux relations institutionnelles et à la transparence Raül Romeva lors de sa prise de fonction le 14 janvier 2016.

Le gouvernement de Carles Puigdemont, dirigé par Junts pel Sí avec le soutien sans participation de la Candidature d'unité populaire (CUP), est formé le 14 janvier 2016 à la suite des élections au Parlement de Catalogne du 27 septembre 2015, qui ont donné une majorité aux partisans de l'indépendance de la Catalogne. Son programme consiste à engager un processus de déconnexion avec l'Espagne, qui doit aboutir à la création d'un État catalan indépendant en dix-huit mois.
La création d'un département des affaires extérieures, qui est la principale innovation institutionnelle du nouveau gouvernement, manifeste sa volonté d'internationaliser le processus séparatiste catalan. Raül Romeva, indépendantiste issu des rangs écosocialistes et tête de liste de Junts pel Sí dans la circonscription de Barcelone, est nommé conseiller aux affaires extérieures. Son rôle consiste notamment à rechercher la reconnaissance internationale du projet politique du gouvernement. Il affirme cependant que la création de son département exécutif respecte la légalité espagnole, qui octroie une compétence en matière d'action extérieure à la Généralité de Catalogne.

### Recours devant le Tribunal constitutionnel
Le gouvernement espagnol forme un recours contre le décret de création du département des affaires extérieures devant le Tribunal constitutionnel le 22 janvier 2016. Celui-ci est fondé sur l'incompétence du gouvernement catalan à intervenir en matière de relations internationales d'une manière qui « pourrait avoir des conséquences contraires à l'ordre juridique ». Le gouvernement espagnol conteste notamment l'intitulé du département exécutif, considérant que la Généralité de Catalogne est compétente pour intervenir en matière d'« action extérieure », mais pas d'« affaires extérieures ».
Le Tribunal constitutionnel admet la recevabilité du recours et suspend le décret de création le 16 février 2016.
Le gouvernement catalan entend poursuivre les activités du département exécutif malgré la suspension. Le lendemain de celle-ci, le président de la Généralité Carles Puigdemont déclare que Raül Romeva continuera d'exercer ses fonctions de conseiller aux affaires extérieures. Le 1er mars 2016, Raül Romeva annonce le changement de l'ordre des intitulés de son département exécutif, qui devient le « département des affaires et des relations institutionnelles et extérieures et de la transparence ». Ce changement, effectué par décret le 7 mars 2016, a un caractère provisoire « tant que le Tribunal constitutionnel maintient la suspension ». Il s'accompagne d'une reformulation des compétences du conseiller, pour les appuyer sur le statut d'autonomie de la Catalogne.
Le 29 juin 2016, le Tribunal constitutionnel lève la suspension des dispositions sur les compétences du département des affaires extérieures. Il estime que celles-ci n'empiètent pas sur les compétences de l'État espagnol et sont conformes aux prérogatives données à la Généralité par le statut d'autonomie. En revanche, le Tribunal constitutionnel maintient la suspension frappant le nom du département exécutif, jugeant que le nom d'« affaires extérieures » est réservé à l'État.

## Statut et organisation
Le département des affaires extérieures, des relations institutionnelles et de la transparence est créé par le décret du 13 janvier 2016 sur la création, la dénomination et les compétences des départements exécutifs du gouvernement de Catalogne.
Le même décret définit ses fonctions. Il est chargé de :
- la coordination de l'action extérieure ;
- les relations de la Généralité avec les institutions de l'Union européenne ;
- la coopération au développement ;
- les relations institutionnelles avec le Parlement ;
- la politique de transparence et du gouvernement ouvert ;
- l'établissement de critères, la gestion et le contrôle de la commande publique ;
- la mémoire démocratique ;
- les autres fonctions qui lui sont attribuées par les textes.

Son organisation est régie par le décret du 19 janvier 2016 sur l'organisation du département des affaires extérieures, des relations institutionnelles et de la transparence. Son administration comprend trois organes :
- le secrétariat général ;
- le secrétariat des affaires extérieures et de l'Union européenne ;
- le secrétariat de la transparence et du gouvernement ouvert.

Ils lui sont rattachés : l'Agence catalane pour la coopération et le développement (ca) (ACCD), le Memorial Democràtic, le Tribunal catalan de la commande publique (ca), le Conseil consultatif du développement durable (CADS), le Centre d'histoire contemporaine de la Catalogne (ca) (CHCC) et le Centre d'études contemporaines (ca) (CTEC).
Il est également chargé des relations du gouvernement avec l'Institut européen de la Méditerranée (ca) (IEMed) et l'Institut catalan international pour la paix (ca) (ICIP).